# Physalospora
Physalospora — рід грибів родини Hyponectriaceae. Назва вперше опублікована 1876 року.

## Опис
Види ростуть на мертвих листках.